# Cala ANZAC
Cala Anzac (turco: Anzak Koyu, inglés: Anzac Cove) es una pequeña cala en la península de Galípoli en Turquía. Se hizo famosa como el lugar del desembarco del ANZAC (Cuerpo de Ejército de Australia y Nueva Zelanda) en la Primera Guerra Mundial el 25 de abril de 1915, suponiendo el bautismo de fuego de ambos países en una contienda. La cala tiene 600 metros (1969 pies) de largo y limita con los promontorios de Arıburnu al norte y Little Arıburnu, conocido para los atacantes como Hell Spit, al sur. Tras el desembarco en Cala Anzac, la playa se convirtió en la base principal de las tropas australianas y neozelandesas durante los ocho meses de la campaña de Galípoli.

## Batalla de Galípoli (1915-1916)
El primer objetivo de las tropas que desembarcaban en territorio enemigo era establecer una cabeza de playa, una sección segura de costa protegida del ataque enemigo donde se pudieran llevar a tierra suministros y tropas adicionales de forma segura.
La playa de desembarco siempre estuvo a 1 kilómetro (3300 pies) de la línea del frente, al alcance de la artillería turca, aunque las estribaciones del terreno elevado de la Meseta de Plugge, que se elevaba sobre Arıburnu, proporcionaban cierta protección. El general William Birdwood, comandante en jefe del Anzac, estableció su cuartel general en un barranco que dominaba la cala, al igual que los comandantes de las divisiones neozelandesa y australiana y de la 1.ª División australiana. El 29 de abril, el general Birdwood recomendó que el lugar de aterrizaje original entre los dos promontorios se conociera como Anzac Cove y que el área circundante, hasta ahora sin nombre, ocupada por su cuerpo se conociera como Anzac.

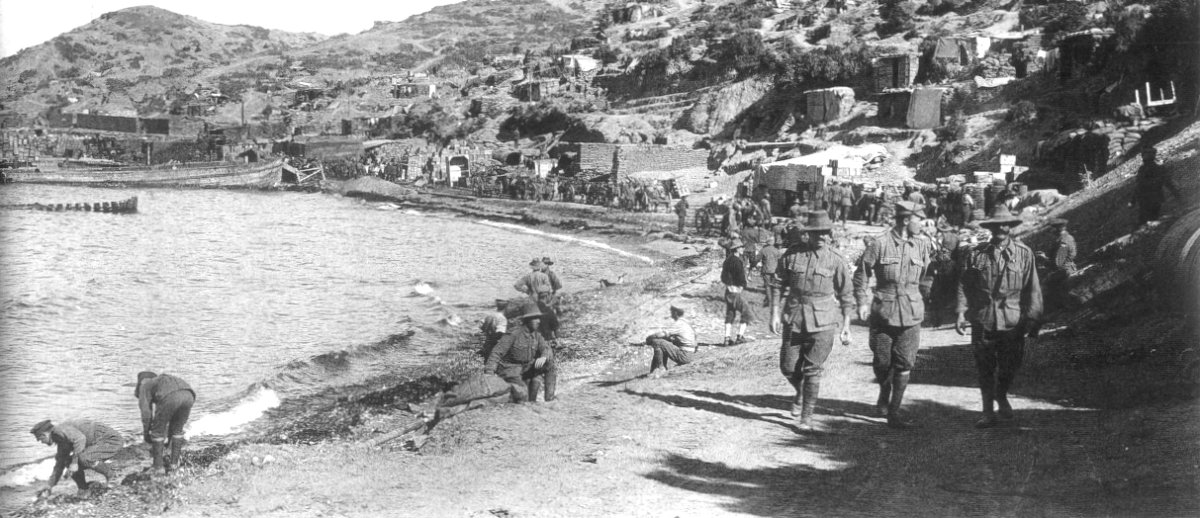
Desembarco de tropas australianas (4º Batallón) en ANZAC Cove, 25 de abril de 1915

La propia playa se convirtió en un enorme depósito de suministros y se establecieron dos hospitales de campaña, uno en cada extremo. Rápidamente se construyeron cuatro espigones flotantes para el desembarco de provisiones, que luego fueron reemplazados en julio por una estructura permanente conocida como Watson's Pier. El volumen de tiendas se desbordó rápidamente hacia las playas adyacentes; primero a Brighton Beach, al sur de la cala, y luego a la más extensa North Beach, más al norte de Arıburnu. Se instalaron tres estaciones de radio inalámbricas en la playa para mantener el contacto con la flota.
Si bien la cala estaba relativamente protegida de los bombardeos de toda la península, los fuertes Chanak, así como los acorazados turcos Turgut Reis y Barbaros Hayreddin anclados en los Dardanelos, bombardearon las aguas circundantes de la cala y quedó parcialmente expuesta a la vista desde Gaba Tepe al sur y completamente abierto a la vista desde Nibrunesi Point en el extremo sur de la Bahía de Suvla al norte. Nibrunesi Point estaba bajo el fuego de la Royal Navy, por lo que nunca se usó para disparar contra el Anzac; sin embargo, la batería turca bien oculta en Gaba Tepe, conocida como Beachy Bill, era una amenaza constante.
El soldado Victor Laidlaw escribió sobre los peligros que plantea Beachy Bill en su diario:

«31 de agosto de 1915: Hoy Beachey Bill mató a un gran número de personas en la playa. Esta arma ha causado ya 2.000 bajas.

2 de septiembre de 1915: Esta mañana bajé a las instalaciones médicas, después de esto bajé con Harry a recoger raciones y me bañé al mismo tiempo. Justo cuando salíamos, Beachey Bill abrió fuego con metralla, todos salimos apresuradamente para cubrirnos, pero un pobre mendigo atravesó a uno justo en el corazón y murió inmediatamente, era miembro del 6º Batallón, tal es la ironía del destino, este muchacho estaba vivo y bien hace un minuto y ahora está muerto. Lo llevamos al refugio donde se guarda a todos los hombres asesinados [generalmente son enterrados el mismo día por un capellán].»
Victor Rupert Laidlaw

A pesar de los bombardeos y los francotiradores turcos, Anzac Cove era una playa popular para nadar entre los soldados. En ANZAC era difícil conseguir suficiente agua para beber y rara vez había agua disponible para lavar. La mayoría de los soldados hicieron caso omiso de todos los bombardeos, excepto los más feroces, en lugar de interrumpir el único lujo que tenían a su alcance.

## Conmemoraciones
El Día del Anzac en 1985, el gobierno turco reconoció oficialmente el nombre "Anzac Cove". El servicio del amanecer del Día de Anzac se llevó a cabo en el cementerio de Arıburnu dentro de la cala hasta 1999, cuando el número de personas que asistieron superó la capacidad el sitio. Se construyó un "Sitio Conmemorativo de Anzac" especialmente cerca de North Beach a tiempo para el servicio de 2000.
A lo largo de los años, la playa de Anzac Cove ha sido degradada por la erosión, y la construcción de la carretera costera de Kabatepe a Suvla, iniciada originalmente por ingenieros australianos justo antes de la evacuación de Anzac en diciembre de 1915, dio como resultado que la playa se redujera y delimitara aún más. por un empinado terraplén de tierra. La única forma de llegar a la playa era a través de los cementerios CWGC (Commonwealth War Graves Commission) en cada promontorio, el cementerio Arıburnu y el Beach Cemetery.
En 2003, el gobierno australiano anunció que estaba negociando con Turquía para colocar Anzac Cove en la Lista del Patrimonio Nacional, que incluía sitios australianos como los jardines Eureka Stockade. Sin embargo, esta solicitud fue rechazada por el gobierno turco porque la península de Galípoli ya era parque nacional en el Sistema de Parques Nacionales de Turquía. En 2004, la ministra australiana de Asuntos de los Veteranos, Danna Vale, solicitó a las autoridades turcas que se realizaran obras viales en la zona. En 2005, los esfuerzos resultantes para ampliar la carretera para proporcionar un área de estacionamiento de autobuses para el sitio conmemorativo cubrieron parte de la playa restante, lo que hizo imposible atravesarla, y cortaron la Meseta de Plugge, haciendo intransitable el camino hacia la cumbre y el cementerio de la Meseta de Plugge.
El 18 de octubre de 2005, la ministra federal de Asuntos de los Veteranos, Danna Vale, pidió que se recreara el campo de batalla en Australia, afirmando que la similitud física entre el extremo de la península de Mornington, en Victoria, y la cala Anzac, en Turquía, es "extraña ".

## Galería de imágenes

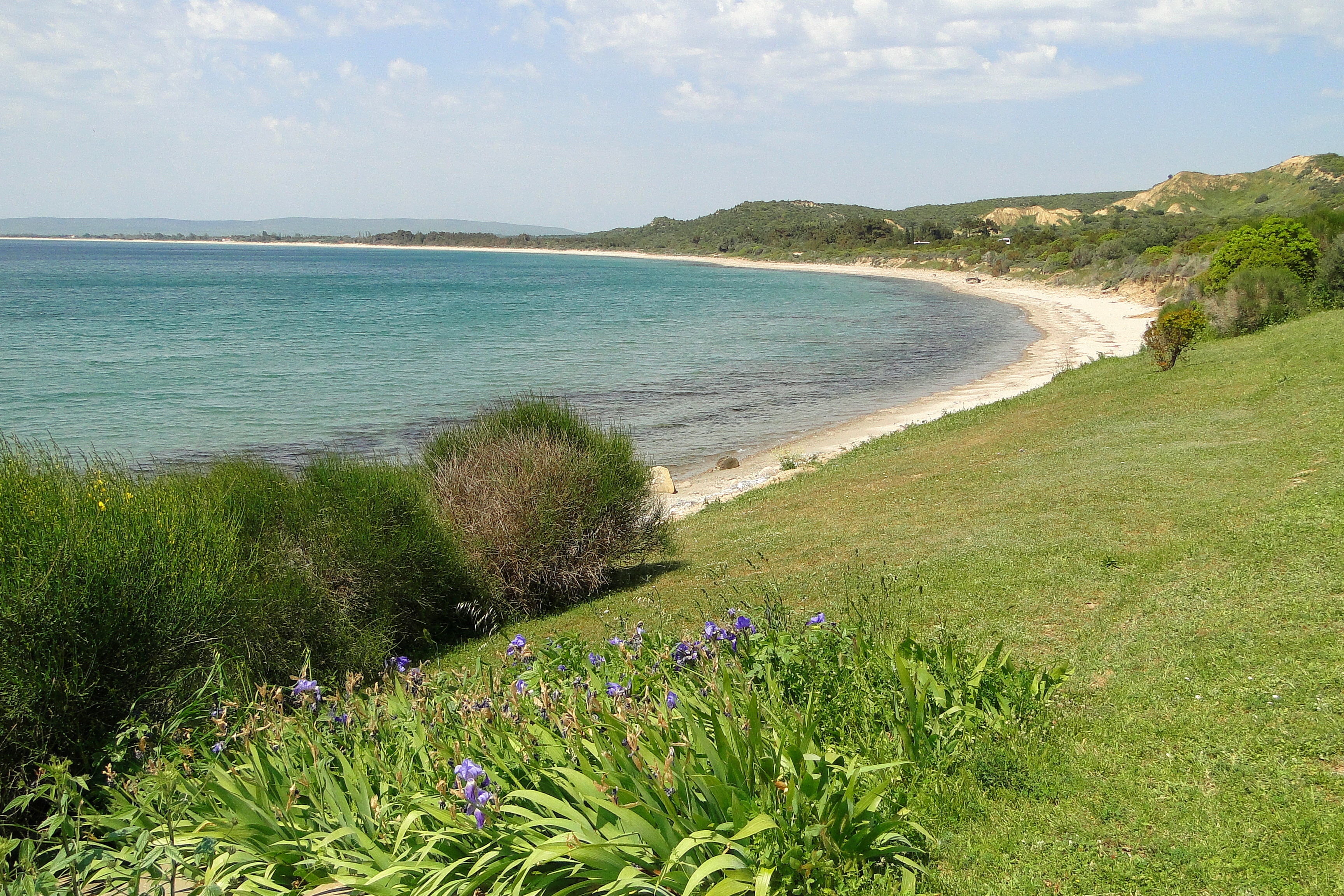
North Beach looking toward Suvla
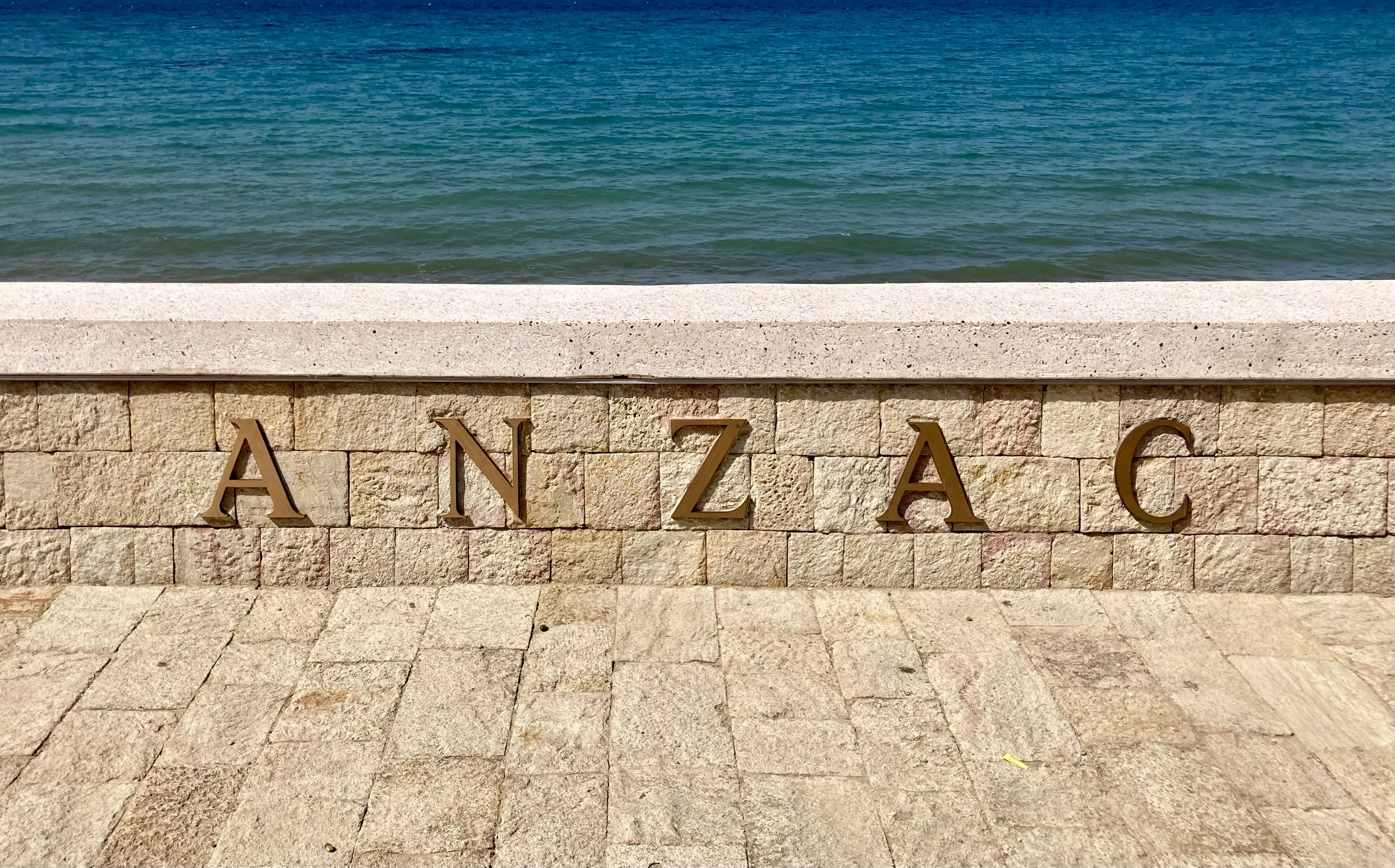
Anzac commemorative site
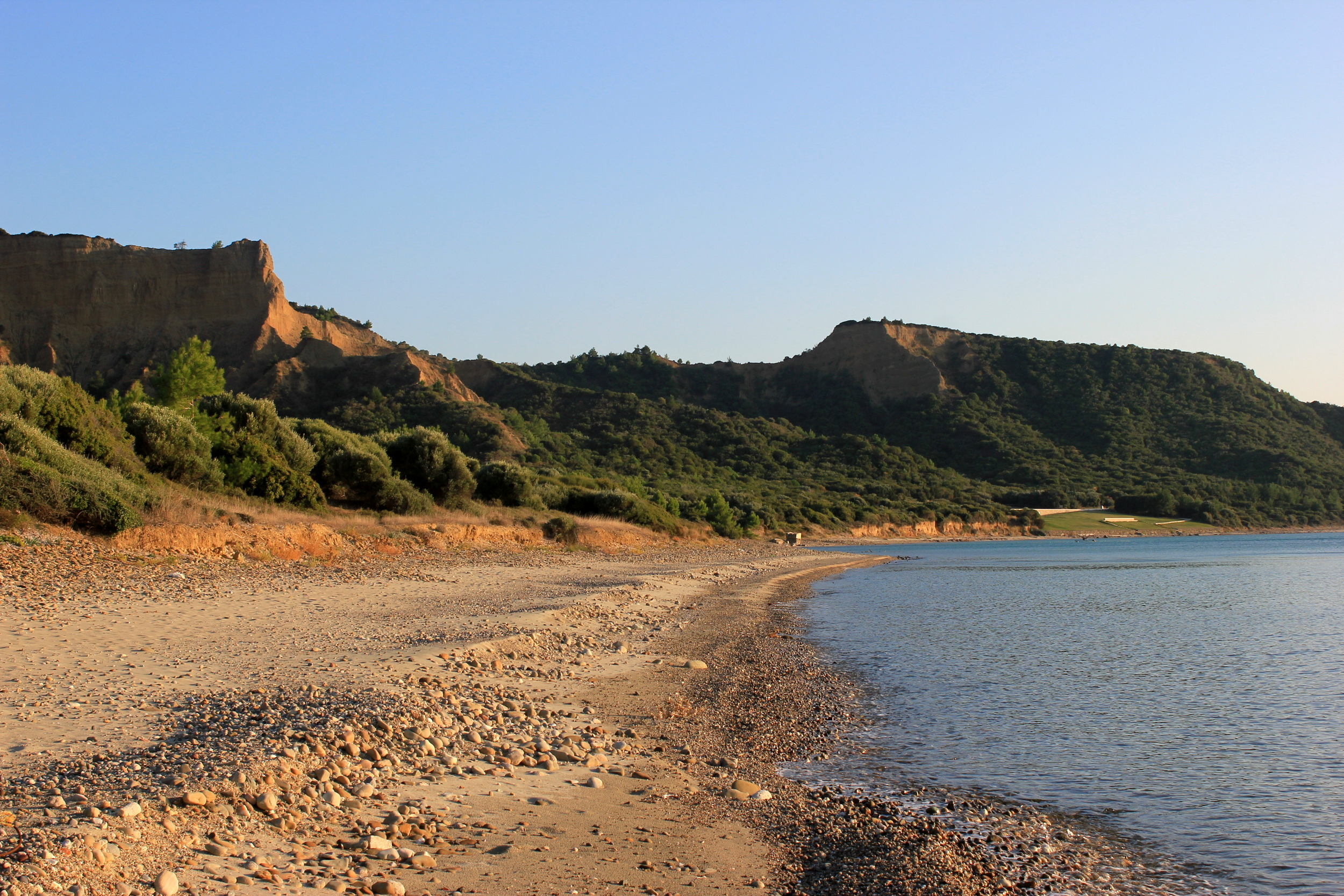
North Beach with "sphinx" rock in the background.